# Iso-Kuora
Iso-Kuora är en sjö i kommunen Lieksa i landskapet Norra Karelen i Finland. Sjön ligger 183,9 meter över havet. Den är 19 meter djup. Arean är 1,31 kvadratkilometer och strandlinjen är 12,26 kilometer lång. Sjön  ingår i Vuoksens huvudavrinningsområde.   Den ligger omkring 58 kilometer nordöst om Joensuu och omkring 430 kilometer nordöst om Helsingfors. 
I sjön finns öarna Irjansaari, Kangassaari, Heiskalansaari och Kukkoluoto. 